# Vågig sidenmossa
Vågig sidenmossa (Plagiothecium undulatum) är en bladmossart som först beskrevs av Johann Hedwig, och fick sitt nu gällande namn av Wilhelm Philipp Schimper. Vågig sidenmossa ingår i släktet sidenmossor, och familjen Plagiotheciaceae. Arten är reproducerande i Sverige.